# Championnat du Venezuela de football 2005-2006
Navigation
Saison 2004-2005 Saison 2006-2007
La saison 2005-2006 du championnat du Venezuela de football est la cinquantième édition du championnat de première division professionnelle au Venezuela et la quatre-vingt-sixième saison du championnat national.
Le championnat est scindé en deux tournois saisonniers où les dix équipes engagées s'affrontent deux fois, à domicile et à l'extérieur. Le vainqueur de chaque tournoi participe à la finale nationale et obtient son billet pour la Copa Libertadores. Un classement cumulé des deux tournois permet de déterminer le troisième club participant à la Copa Libertadores, les deux clubs qualifiés pour la Copa Sudamericana et les deux relégués en Segunda A.
C'est le Caracas FC qui remporte la compétition, après avoir gagné le tournoi Clausura puis battu l'UA Maracaibo (tenant du titre et vainqueur du tournoi Apertura) en finale nationale. C'est le huitième titre de champion de l'histoire du club.

## Les clubs participants
| - Aragua FC - Promu de Segunda A - Caracas FC - Mineros de Guayana - UA Maracaibo - Trujillanos FC | - Monagas SC - Estudiantes de Mérida - Deportivo Táchira - Carabobo FC - Deportivo Italmaracaibo |

## Compétition
Le barème utilisé pour établir les différents classements est le suivant :
- Victoire : 3 points
- Match nul : 1 point
- Défaite : 0 point

### Tournoi Apertura
| Rang | Équipe                  | Pts | J  | G  | N | P | Bp | Bc | Diff |
| ---- | ----------------------- | --- | -- | -- | - | - | -- | -- | ---- |
| 1    | UA MaracaiboT           | 41  | 18 | 12 | 5 | 1 | 28 | 11 | +17  |
| 2    | Deportivo Táchira       | 31  | 18 | 9  | 4 | 5 | 32 | 23 | +9   |
| 3    | Mineros de Guayana      | 27  | 18 | 7  | 6 | 5 | 24 | 19 | +5   |
| 4    | Carabobo FC             | 25  | 18 | 7  | 6 | 5 | 28 | 24 | +4   |
| 5    | Aragua FCP              | 25  | 18 | 7  | 4 | 7 | 16 | 27 | -11  |
| 6    | Caracas FC              | 24  | 18 | 7  | 3 | 8 | 28 | 25 | +3   |
| 7    | Deportivo Italmaracaibo | 24  | 18 | 6  | 6 | 6 | 23 | 22 | +1   |
| 8    | Trujillanos FC          | 18  | 18 | 4  | 6 | 8 | 14 | 24 | -10  |
| 9    | Estudiantes de Mérida   | 15  | 18 | 3  | 6 | 9 | 21 | 30 | -9   |
| 10   | Monagas SC              | 15  | 18 | 3  | 6 | 9 | 19 | 28 | -9   |

|  | Qualification pour la Copa Libertadores 2007 et la finale nationale |

### Torneo Clausura
| Rang | Équipe                  | Pts | J  | G  | N  | P  | Bp | Bc | Diff |
| ---- | ----------------------- | --- | -- | -- | -- | -- | -- | -- | ---- |
| 1    | Caracas FC              | 36  | 18 | 10 | 6  | 2  | 19 | 14 | +5   |
| 2    | Deportivo Táchira       | 31  | 18 | 8  | 7  | 3  | 25 | 21 | +4   |
| 3    | Carabobo FC             | 25  | 18 | 7  | 6  | 5  | 26 | 22 | +4   |
| 4    | Mineros de Guayana      | 27  | 18 | 7  | 6  | 5  | 21 | 22 | -1   |
| 5    | Monagas SC              | 27  | 18 | 5  | 10 | 3  | 21 | 15 | +6   |
| 6    | Aragua FCP              | 25  | 18 | 7  | 4  | 7  | 21 | 21 | 0    |
| 7    | UA MaracaiboT           | 20  | 18 | 3  | 11 | 4  | 21 | 20 | +1   |
| 8    | Deportivo Italmaracaibo | 19  | 18 | 1  | 7  | 10 | 18 | 32 | -14  |
| 9    | Estudiantes de Mérida   | 18  | 18 | 5  | 3  | 10 | 27 | 33 | -6   |
| 10   | Trujillanos FC          | 17  | 18 | 3  | 8  | 7  | 18 | 27 | -9   |

|  | Qualification pour la Copa Libertadores 2007 et la finale nationale |

### Classement cumulé
| Rang | Équipe                  | Pts | J  | G  | N  | P  | Bp | Bc | Diff |
| ---- | ----------------------- | --- | -- | -- | -- | -- | -- | -- | ---- |
| 1    | Deportivo Táchira       | 62  | 36 | 17 | 11 | 8  | 57 | 44 | +13  |
| 2    | UA MaracaiboT Ap        | 61  | 36 | 15 | 16 | 5  | 49 | 31 | +18  |
| 3    | Caracas FCCl            | 60  | 36 | 17 | 9  | 10 | 57 | 39 | +18  |
| 4    | Carabobo FC             | 54  | 36 | 14 | 12 | 10 | 54 | 46 | +8   |
| 5    | Mineros de Guayana      | 54  | 36 | 14 | 12 | 10 | 45 | 41 | +4   |
| 6    | Aragua FCP              | 47  | 36 | 13 | 8  | 15 | 37 | 48 | -11  |
| 7    | Monagas SC              | 40  | 36 | 8  | 16 | 12 | 40 | 43 | -3   |
| 8    | Trujillanos FC          | 35  | 36 | 7  | 14 | 15 | 32 | 51 | -19  |
| 9    | Deportivo Italmaracaibo | 34  | 36 | 7  | 13 | 16 | 41 | 54 | -13  |
| 10   | Estudiantes de Mérida   | 33  | 36 | 8  | 9  | 19 | 48 | 63 | -15  |

|  | Qualification pour la Copa Libertadores 2007 |
|  | Qualification pour la Copa Sudamericana 2006 |
|  | Relégation directe en Segunda A              |

#### Finale pour le titre
| Équipe 1     | Résultat | Équipe 2   | Aller | Retour |
| ------------ | -------- | ---------- | ----- | ------ |
| UA Maracaibo | 1 - 4    | Caracas FC | 1 - 1 | 0 - 3  |

## Bilan de la saison
| Championnat du Venezuela de football 2005-2006 |                         |
| Champion                                       | Caracas FC (8e titre)   |
| Coupes et trophées                             |                         |
| Vainqueur de la Coupe du Venezuela 2005-2006   | Non disputée            |
| Qualifications continentales                   |                         |
| Copa Libertadores 2007                         | Caracas FC              |
| Copa Libertadores 2007                         | UA Maracaibo            |
| Copa Libertadores 2007                         | Deportivo Táchira       |
| Copa Sudamericana 2006                         | Carabobo FC             |
| Copa Sudamericana 2006                         | Mineros de Guayana      |
| Promotions et relégations                      |                         |
| Promus en Primera División                     | Portuguesa FC           |
| Promus en Primera División                     | Zamora FC               |
| Relégués en Segunda A                          | Deportivo Italmaracaibo |
| Relégués en Segunda A                          | Estudiantes de Mérida   |